# 千葉県建築設備高等技術専門校
千葉県建築設備高等技術専門校（ちばけんけんちくせつびこうとうぎじゅつくんれんこう）は、千葉県管工事業協同組合連合会が運営する認定職業訓練による建築設備に関する職業能力開発校である。

## 沿革
- 1985年 開校

## 概要
水道関係の職業訓練施設で、実技訓練を積極的に取り入れている。千葉県水道局の配水管施工に必要な不断水穿孔技能者認定講習や、 日本水道協会の協力による配水管工技能者講習など、現場での即戦力になる訓練をとりいれている他、その他、数回にわたって課外研修なども実施している。